# Panus incandescens
Panus incandescens är en svampart som beskrevs av Berk. & Broome 1882. Panus incandescens ingår i släktet Panus och familjen Polyporaceae.   Inga underarter finns listade i Catalogue of Life.